# Świętoszów
Świętoszów (alemán: Neuhammer am Queis) es una localidad del distrito de Bolesławiec, en el voivodato de Baja Silesia (Polonia). Se encuentra en el suroeste del país, dentro del término municipal de Osiecznica, a unos 16 km al norte de la localidad homónima y sede del gobierno municipal, a unos 26 al noroeste de Bolesławiec, la capital del distrito, y a unos 121 al oeste de Breslavia, la capital del voivodato. En 2011, según el censo realizado por la Oficina Central de Estadística polaca, su población era de 2036 habitantes. Świętoszów perteneció a Alemania hasta 1945.